# تران تونگ کیم
تران تونگ کیم (انگلیسی: Trần Trọng Kim; (زاده ۱۸۸۳ – درگذشته ۲ ژانویه ۱۹۵۳) نخست‌وزیر ویتنام به مدت چند ماه و سیاست‌مدار اهل ویتنام بود.